# 国民政府外交部旧址
国民政府外交部旧址是國民政府外交部的旧址，位于中國江苏省南京市鼓楼区中山北路32号。现使用者为江苏省人大常委会。

## 历史
国民政府外交部建筑筹建于1931年3月。最初由天津基泰工程司建筑师杨廷宝设计，建筑物平面呈「工」字形，建筑面积4,000平方米。建筑物的前后两部分以大楼梯相连接，空间富于变化。建筑物采用传统的中国古典建筑形式，重檐歇山顶，琉璃瓦屋面，地上二层，半地下室一层。前有月台踏步，墙身柱间辟有大玻璃窗。细部采用清式斗拱彩画，天花藻井。不久由于1931年长江特大水灾等原因政府财政紧张、紧缩经费，这一方案未能实行。
1932年至1933年，上海华盖建筑事务所赵深、童寯、陈植重新设计，考虑到宫殿式建筑造价过高，选择了既不抄袭西方建筑样式，也不照搬中国宫殿式建筑的做法，而是根据现代技术和功能的需要安排平面布局与造型，采用了「经济、实用又具有中国固有形式」的特点，设计出了新民族形式的三层钢筋混凝土建筑，采用经济、实用的现代建筑风格。褐色面砖贴面，檐口采用中国传统装饰（同色的琉璃砖做成简化的斗拱装饰）。
整座建筑的平面设计与立面构图基本采用西方现代建筑手法，同时结合中国传统建筑的特点和细部。平屋顶，入口处有一个宽敞的门廊。中部高四层，两翼高三层，另有半地下室一层。从建筑物的外观上来看，立面上下分为勒脚、墙身和檐部三部分：底层半地下室部分的外墙用水泥粉刷，象征基座；墙面用褐色面砖贴面；檐口部分用同色的琉璃砖做成简化的斗拱装饰。建筑物内部大厅天花饰有清式彩画，室内墙面做有传统墙板细部。建筑物的外墙、隔壁及地板皆用空心砖，「故于优声问题，概已美满解决」，即有效地解决了隔音问题。外交部办公楼的一、二、三层为办公室、会客室及会议室，四层‍存贮‍档案，各室空气充足，光线舒适，位置适宜，分配有序，布局合理。
外交部大院占地面积45.6679亩，建筑面积8,500平方米，由姚新记营造厂承建。1934年3月开工，1935年6月竣工。建筑费用30余万元。外交部大楼建筑面积5,050平方米，面对鼓楼，平面呈「T」字形，钢筋混凝土结构，
日本占领期间，日军的中国派遣军总司令部设于此处 。
1992年，国民政府外交部旧址被列为南京市文物保护单位，2001年列为全国重点文物保护单位。